# آندرس رومر
آندرس رومر (انگلیسی: Andrés Roemer؛ زادهٔ ۱۲ ژوئیهٔ ۱۹۶۳) اقتصاددان، روزنامه‌نگار، دیپلمات، و نویسنده اهل مکزیک است.
وی همچنین برندهٔ جوایزی همچون برنامه فولبرایت شده‌است.

## تحصیلات
او از دانش‌آموختگان دانشگاه مستقل ملی مکزیک و مدرسه حکومت جان اف. کندی است.